# Unterförster

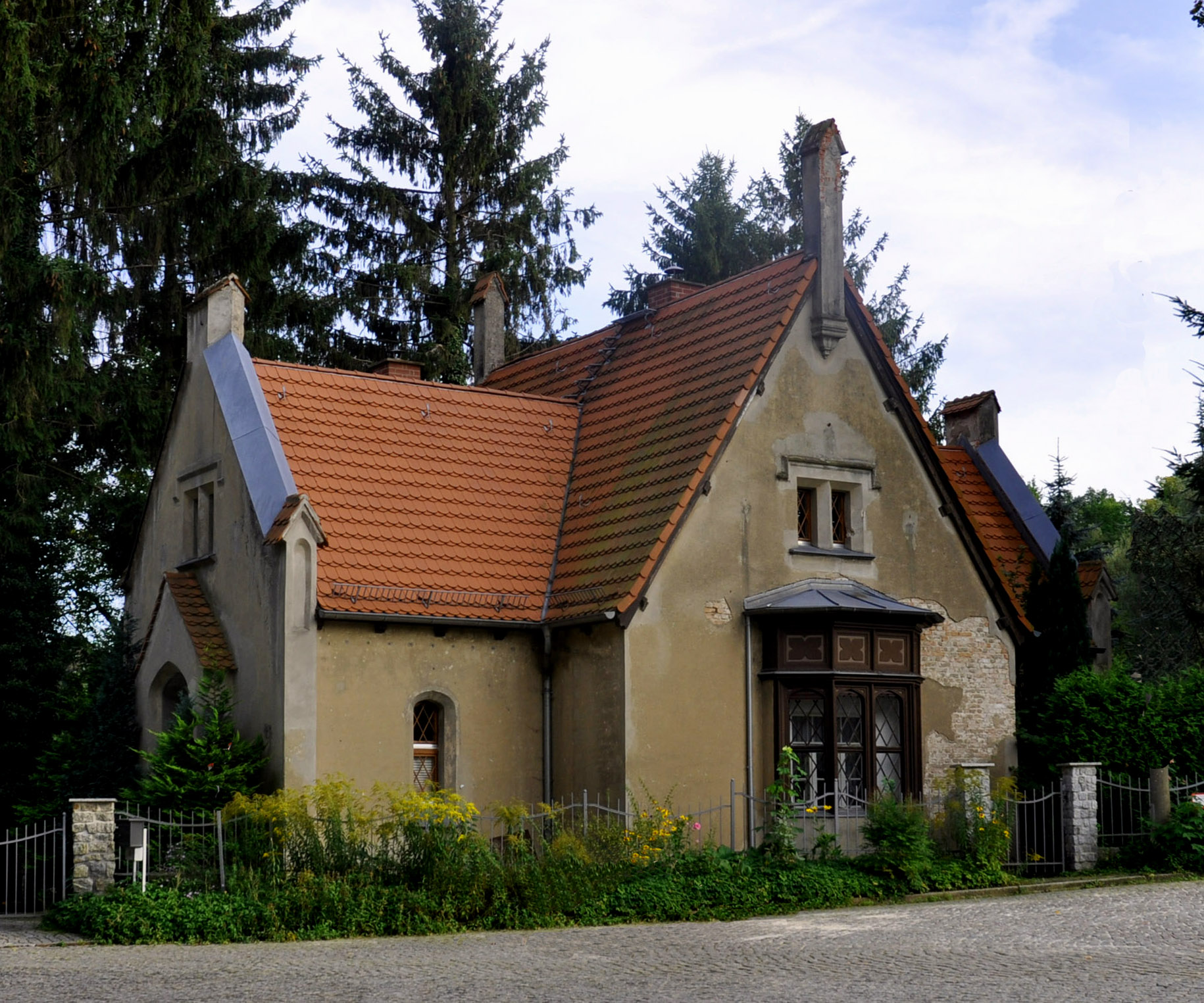
Klein-Glienicke Unterförsterei

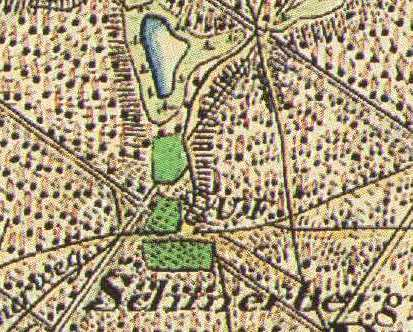
Die Unterförsterei von Schmerberg auf dem Urmesstischblatt 3643 Werder (Havel) von 1839

Ein Unterförster ist eine mit der Hege des Waldes betraute Person, die für eine bestimmte Forstfläche (eines Unterreviers) innerhalb des Forstreviers zuständig ist.

## Preußen
Im Königreich Preußen trugen die königlichen Beamten noch in der ersten Hälfte des 18. Jahrhunderts die Bezeichnungen „Heidewärter“ und „Heideläufer“. Die dazugehörigen Dienstwohnungen nannte man Heidehaus. Ab 1742 gab es die Bezeichnung „Unterförster“. Für den im Jahr 1727 noch als „Heideläufer“ benannten Beamten taucht ab 1740 die Bezeichnung „Gehender Förster“ auf:
„…ein gehender Förster kann über sechs hundert bis acht hundert Hektaren (Eine Hektare enthält vier hessische Morgen) zusammenhängende Waldfläche und über zwei hundert und fünfzig Hektaren an zerstreuten Holzungen, doch nicht zu weit von einander entfernt.“
Niemand konnte die Stelle eines gehenden Försters erlangen, der nicht wenigstens zwei Jahre im Jäger-Carabiniere-Bataillon gedient hatte. Das Gehalt der gehenden Förster wurde nach der Größe ihrer Reviere bestimmt, jedoch konnte es die Summe von 800 Francs nicht übersteigen.

## Russland
1722 wurde der Forstschutz laut dem Peter der Große-Ukas errichtet und die Positionen des heutigen russischen Unterförsters (russisch лесник) eingeführt. Er untersteht dem Forstwirtschaftsmeister (мастер леса) einer Försterei (лесничество). Als Unterförster arbeitet man nach der Vorbereitung in der Waldschule, im Kolleg oder Technikum, Absolvierung der speziellen Kurse.

## Litauen
Der Unterförster (litauisch eigulys) ist ein Förster, der eine oder einige Unterförstereien (lit. eiguva) betreut. Er ist zuständig für den Waldschutz, die Waldaufsicht und -beobachtung, auch für eine Forstbaumschule, wenn es solche gibt. In einer litauischen Försterei arbeiten in der Regel einige Unterförster, seltener ein oder überhaupt keine. Er untersteht dem Revierförster (girininkas) und ist diesem rechenschaftspflichtig. Er soll, zum Beispiel, den Revierförster oder seinen Stellvertreter (girininko pavaduotojas) über den Waldschaden und andere Unstimmigkeiten informieren. In Litauen ist ein Fachschulabschluss der Forstwirtschaft, eine andere entsprechende spezielle sekundäre (höhere) Ausbildung oder der Abschluss der Fachkurse nach der allgemeinbildenden Schule erforderlich. 2006 gab es über 1.000 Unterförster (1922: zirka 2.900).